# Fundación del Estado
La fundación del Estado es el proceso formal de establecimiento de un nuevo Estado. Las condiciones necesarias para el proceso son al menos la definición del territorio del Estado y sus límites territoriales, así como la proclamación del Estado recién formado.
La proclamación incluye el proceso de reconocer al nuevo Estado como miembros de la comunidad mundial. En el momento en que se funda el Estado, se puede promulgar una constitución, una constitución transitoria o se puede anunciar la convocatoria de una asamblea constituyente, que redacta la constitución y elige al jefe de Estado.